# توم رايت (لاعب كرة قاعدة)
توم رايت (بالإنجليزية: Tom Wright) هو لاعب كرة قاعدة أمريكي، ولد في 22 سبتمبر 1923 في شيلبي في الولايات المتحدة، وتوفي بنفس المكان في 5 سبتمبر 2017 بسبب سكتة.

## وصلات خارجية
- توم رايت على موقعبيزبول رفرنس.كوم (الدوري الرئيسي) (الإنجليزية)
- توم رايت على موقعبيزبول رفرنس.كوم (الدوري الثانوي) (الإنجليزية)